# Центр природоохоронних досліджень
Центр природоохоронних досліджень (1994 р.) — аналітичний центр в Чехії.
Основний напрямок діяльності — запозичення та розвиток методів правоохоронний досліджень зі США та країн ЄС. Основне завдання — екологічна освіта. Центр збирає та опрацьовує міжнародні природоохоронні дослідження і поширює їх серед конкретних осіб та регіональних організацій. Основні джерела фінансування міжнародні. Річний бюджет — 23 тис. дол. Центр має 12 співробітників, з яких 10 — сумісники.